# 任實郡
任實郡（：／ Imsil gun */?），是大韓民國全北特别自治道東南部的一個郡。面積597.1平方公里，2001年人口37,514人。下分1邑、11面。
交通方面，有全羅線經過。

## 友好城市
- 首爾特別市江西區
- 首爾特別市恩平區
- 釜山廣域市釜山镇区
- 中国山东省滨州市